# جوس برونك
جوس برونك (بالهولندية: Jos Pronk)‏ مواليد 13 يناير 1983 في هولندا، هو دراج هولندي.

## الميداليات
| الميدالية | المسابقة                               |
| --------- | -------------------------------------- |
| برونزية   | بطولة العالم للدراجات على المضمار 2003 |

## روابط خارجية
- جوس برونك على موقع الاتحاد الدولي للدراجات (الإنجليزية)
- جوس برونك على موقع أرشيف الدراجات (الإنجليزية)
- جوس برونك على موقع إحصائيات الدراجات الإحترافية (الإنجليزية)
- جوس برونك على موقع نسبة الدراجات (الإنجليزية)